# چوپله
چوپله (به انگلیسی: Chopala) یک شهرک در پاکستان است که در پنجاب واقع شده‌است.